# 8-Dobritch (circonscription électorale)
La circonscription électorale 8-Dobritch correspond à l'oblast du même nom et envoie 5 députés à l'Assemblée nationale de Bulgarie (6 entre 2013 et 2023).

## Résultats électoraux

### Élections législatives de 2022
| Partis                 | Partis                                             | Voix    | %     | Sièges | +/-           | Élus (% valide au vote préférentiel) |
| ---------------------- | -------------------------------------------------- | ------- | ----- | ------ | ------------- | ------------------------------------ |
|                        | Coalition GERB-SDS                                 | 11 102  | 21,51 | 1      |               | Denitsa Sacheva (80,21%)             |
|                        | Nous continuons le changement                      | 9 471   | 18,35 | 1      | 1             | Yordanka Kostadinova (85,40%)        |
|                        | BSP pour la Bulgarie                               | 6 981   | 13,52 | 1      | en stagnation | Maya Dimitrova (86,32%)              |
|                        | Mouvement des droits et des libertés               | 6 615   | 12,81 | 1      | en stagnation | Erten Anisova (88,32%)               |
|                        | Renaissance                                        | 6 151   | 11,92 | 1      | 1             | Konstantina Petrova (85,18%)         |
|                        | Réveil bulgare                                     | 2 487   | 4,82  | 0      | Nv.           |                                      |
|                        | Bulgarie démocratique                              | 2 391   | 4,63  | 1      | 1             | Albena Varbanova (59,34%)            |
|                        | Il y a un tel peuple                               | 1 928   | 3,73  | 0      | 1             |                                      |
|                        | Debout.BG ! Nous arrivons !                        | 528     | 1,02  | 0      | en stagnation |                                      |
|                        | VMRO - Mouvement national bulgare                  | 387     | 0,75  | 0      | en stagnation |                                      |
|                        | Mouvement des candidats indépendants               | 197     | 0,38  | 0      | en stagnation |                                      |
|                        | Union nationale Attaque                            | 187     | 0,36  | 0      | en stagnation |                                      |
|                        | Voix du peuple                                     | 163     | 0,32  | 0      | en stagnation |                                      |
|                        | Social-démocratie bulgare - EuroGauche             | 157     | 0,30  | 0      | en stagnation |                                      |
|                        | Bulgarie juste                                     | 149     | 0,29  | 0      | en stagnation |                                      |
|                        | Union bulgare pour la démocratie directe           | 140     | 0,27  | 0      | en stagnation |                                      |
|                        | Mouvement national - Unité                         | 119     | 0,23  | 0      | Nv.           |                                      |
|                        | Coalition pour toi Bulgarie                        | 116     | 0,22  | 0      | en stagnation |                                      |
|                        | Russophiles pour le renouveau de la patrie         | 108     | 0,21  | 0      | en stagnation |                                      |
|                        | Morale, Initiative et Patriotisme                  | 96      | 0,19  | 0      | en stagnation |                                      |
|                        | Front national pour le salut de la Bulgarie        | 93      | 0,18  | 0      | en stagnation |                                      |
|                        | Démocratie directe                                 | 90      | 0,17  | 0      | en stagnation |                                      |
|                        | Union conservatrice de la droite                   | 81      | 0,16  | 0      | en stagnation |                                      |
|                        | Parti populaire - La Vérité et seulement la vérité | 65      | 0,13  | 0      | Nv.           |                                      |
|                        | La Bulgarie du travail et de l'intelligence        | 49      | 0,09  | 0      | en stagnation |                                      |
|                        | Union nationale bulgare - Nouvelle démocratie      | 42      | 0,08  | 0      | en stagnation |                                      |
|                        | Pravoto                                            | 41      | 0,08  | 0      | en stagnation |                                      |
|                        | Unification nationale bulgare                      | 32      | 0,06  | 0      | en stagnation |                                      |
|                        | « Aucun de ces choix »                             | 1 657   | 3,21  | –      | –             | –                                    |
|                        |                                                    |         |       |        |               |                                      |
| Suffrages exprimés     | Suffrages exprimés                                 | 51 623  | 0,56  |        |               |                                      |
| Votes nuls             | Votes nuls                                         | 230     | 0,44  |        |               |                                      |
| Total                  | Total                                              | 51 853  | 100   | 6      | en stagnation | –                                    |
| Abstentions            | Abstentions                                        | 121 487 | 70,09 |        |               |                                      |
| Inscrits/Participation | Inscrits/Participation                             | 173 340 | 29,91 |        |               |                                      |

### Élections législatives de 2023
| Partis                 | Partis                                                | Voix    | %     | Sièges | +/-           | Élus                |
| ---------------------- | ----------------------------------------------------- | ------- | ----- | ------ | ------------- | ------------------- |
|                        | Coalition GERB-SDS                                    | 12 145  | 22,83 | 1      | en stagnation | Denitsa Sacheva     |
|                        | Nous continuons le changement - Bulgarie démocratique | 10 318  | 19,40 | 1      | 1             | Ivaylo Mirchev      |
|                        | Renaissance                                           | 8 938   | 16,80 | 1      | en stagnation | Konstantina Petrova |
|                        | BSP pour la Bulgarie                                  | 6 844   | 12,87 | 1      | en stagnation | Maya Dimitrova      |
|                        | Mouvement des droits et des libertés                  | 6 572   | 12,35 | 1      | en stagnation | Erten Anisova       |
|                        | Il y a un tel peuple                                  | 2 120   | 3,99  | 0      | en stagnation |                     |
|                        | Réveil bulgare                                        | 1 815   | 3,41  | 0      | en stagnation |                     |
|                        | La Gauche !                                           | 1 143   | 2,15  | 0      | en stagnation |                     |
|                        | Bulgarie neutre                                       | 200     | 0,38  | 0      | en stagnation |                     |
|                        | Mouvement national pour la stabilité et le progrès    | 190     | 0,36  | 0      | en stagnation |                     |
|                        | Parti populaire - La Vérité et seulement la vérité    | 170     | 0,32  | 0      | en stagnation |                     |
|                        | Voix du peuple                                        | 148     | 0,28  | 0      | en stagnation |                     |
|                        | Ensemble                                              | 131     | 0,25  | 0      | en stagnation |                     |
|                        | Hors de l'UE et de l'OTAN                             | 124     | 0,23  | 0      | en stagnation |                     |
|                        | Union conservatrice de la droite                      | 96      | 0,18  | 0      | en stagnation |                     |
|                        | Social-démocratie bulgare - EuroGauche                | 58      | 0,11  | 0      | en stagnation |                     |
|                        | Unification nationale bulgare                         | 54      | 0,10  | 0      | en stagnation |                     |
|                        | Union nationale bulgare - Nouvelle démocratie         | 44      | 0,08  | 0      | en stagnation |                     |
|                        | Morale, Initiative et Patriotisme                     | 44      | 0,08  | 0      | en stagnation |                     |
|                        | Union bulgare pour la démocratie directe              | 31      | 0,06  | 0      | en stagnation |                     |
|                        | Parti socialiste - Voie bulgare                       | 17      | 0,03  | 0      | en stagnation |                     |
|                        | « Aucun de ces choix »                                | 1 994   | 3,75  | –      | –             | –                   |
|                        |                                                       |         |       |        |               |                     |
| Suffrages exprimés     | Suffrages exprimés                                    | 53 196  | 98,04 |        |               |                     |
| Votes nuls             | Votes nuls                                            | 1 062   | 1,96  |        |               |                     |
| Total                  | Total                                                 | 54 258  | 100   | 5      | 1             | –                   |
| Abstentions            | Abstentions                                           | 118 219 | 68,54 |        |               |                     |
| Inscrits/Participation | Inscrits/Participation                                | 172 477 | 31,46 |        |               |                     |